# August and Everything After
August and Everything After ist das erste Studioalbum der US-amerikanischen Band Counting Crows. Es wurde in den USA am 14. September 1993 veröffentlicht.

## Hintergrund
Die Counting Crows gab es zum Zeitpunkt der Aufnahme von August and Everything After schon rund zwei Jahre. Nach der Aufnahme eines Demotapes gab es mehrere Angebote von Plattenfirmen und unter der Bedingung, das Album ohne Zeitdruck in einem angemieteten Haus aufnehmen zu können, gingen die Counting Crows bei Geffen Records unter Vertrag. Im Booklet des Albums steht: Recorded in the living room of our big house on a hill in Los Angeles. (Aufgenommen im Wohnzimmer unseres großen Hauses auf einem Hügel in Los Angeles.)

## Album Art
Das Cover zeigt vor warmen, herbstlichen gelb/rot-Tönen den handschriftlichen Text zu einem Song namens August and Everything After, der jedoch nicht den Sprung auf das Album geschafft hat. Im Vordergrund ist handschriftlich der Name der Band und des Albums zu sehen.

## Erfolg und Singles
Aus dem Album wurden vier Songs als Singles ausgekoppelt: Gleich die erste Single Mr. Jones erreichte in den Billboard-Top-40-Mainstream-Charts Platz 2 und ist bis heute wohl der bekannteste Song der Counting Crows. Weitere Singles waren Rain King, Round Here und A Murder of One.
Das Album selbst erreichte in den Billboard 200 Platz 4 und erreichte bis 1996 siebenfachen Platin-Status. In Großbritannien erreichte es Platz 16 (und Gold-Status), in Deutschland Platz 56 und in Österreich Platz 24 der Charts.
Auch bei den Kritikern kam das Album gut an. Der Rolling Stone nannte August and Everything After „eines der besten Rockalben 1993“ und Sänger Adam Duritz die „lyrische Entdeckung des Jahres“. Das Album wurde für zwei Grammy Awards nominiert.

## Inhalt
Das Album erschien 1993 mit 11 Titeln. 2007 erschien eine Deluxe Edition mit sechs zusätzlichen Titeln und einer zweiten CD mit Live-Aufnahmen.
1. Round Here (5:32)
2. Omaha (3:40)
3. Mr. Jones (4:33)
4. Perfect Blue Buildings (5:01)
5. Anna Begins (4:32)
6. Time And Time Again (5:13)
7. Rain King (4:16)
8. Sullivan Street (4:29)
9. Ghost Train (4:01)
10. Raining In Baltimore (4:41)
11. A Murder Of One (5:44)

Zusätzliche Titel der Deluxe Edition:
1. Shallow Days (4:50)
2. Mean Jumper Blues (4:24)
3. Love and Addiction (Demo) (4:21)
4. Omaha (Demo) (3:18)
5. Shallow Days (Demo) (4:41)
6. This Land Is Your Land (Demo) (3:44)

Live-Titel der Deluxe Edition (aufgenommen in Paris im Elysée Montmartre am 9. Dezember 1994 auf dem letzten Konzert der Tour zum Album):
1. Anna Begins (5:21)
2. Omaha (3:43)
3. Jumping Jesus (3:01)
4. Margery Dreams of Horses (4:13)
5. Perfect Blue Buildings (5:18)
6. Round Here (11:45)
7. Rain King (4:49)
8. Time and Time Again (6:16)
9. Ghost Train (5:38)
10. Children in Bloom (5:27)
11. A Murder of One (14:42)
12. Sullivan Street (5:10)
13. The Ghost in You (3:36)